# Coone
Coone (* 30. Mai 1983; eigentlich Koen Bauweraerts) ist ein belgischer Hardstyle-DJ und Produzent aus Oud-Turnhout. Bekannt ist er ebenfalls unter den Pseudonymen Mr. Pink, The Artist Also Known As, Bounzer oder Justin Tenzz. Zudem bildet er zusammen mit Hard Driver (eigentlich Freek van Kempen) und Da Tweekaz die Gruppe „The Elite“. Bauweraerts ist Besitzer des  Labels „Dirty Workz“.

## Werdegang
Der Einstieg in die Musikbranche  erfolgte im Jahr 1998 mit dem produzieren eigener Lieder. Seine Debüt-Single Protect the Innocent veröffentlichte er im Jahre 2002 über das Hard-House-Label „Hardball Records“. Bereits dort konnte er im Bereich der Jumpstyle- und Hardstyle-Musik einen gewissen Bekanntheitsgrad in der Szene erlangen. In den folgenden Jahren machte er sich insbesondere im Bereich des Hard-House einen Namen, während er parallel unter anderem mit dem niederländischen Produzenten Freek van Kempen alias Fenix sowie auch Solo mehrere weitere Projekte verfolgte.
2006 erfolgte der Karriereaufstieg, da er auf der Reverze Festival 2006 auflegte und gleichzeitig die offizielle Hymne, die den Titel Infected trägt, produzierte. 2007 folgte dann mit The Chosen One die Hymne für die Reverze 2007. Ein Jahr später, am 6. März 2008 erschien letztlich sein Debüt-Album My Dirty Workz über „Toff Music“. 2009 folgte eine Deluxe-Version und im Abstand von zwei weiteren Jahren die Alben The Challenge und Global Dedication. Mit allen drei Alben schaffte er einen Einstieg in die belgischen Album-Charts. Die Besonderheit an dem Album The Challenge war, dass Coone eine Herausforderung angenommen hatte, die beinhaltete, dass ein Album mit verschiedenen, internationalen Größen der Hardstyle-Szene (Scope DJ, Deepack, Da Tweekaz und vielen anderen) in einem Zeitrahmen von einem Monat produziert und veröffentlicht werden musste. Während der Produktion filmte ein Filmteam den Alltag des Produzenten, wobei diese Aufnahmen zu Episoden gegliedert, täglich auf DJ Coones YouTube-Channel veröffentlicht wurden.
2012 trat Coone erstmals beim weltweit größten EDM-Musikfestival, dem Tomorrowland in Belgien auf. Dort promotete er insbesondere seine Eigenproduktionen, wurde jedoch auch erstmals durch seine Zusammenarbeit mit den ebenfalls belgischen DJ-Duo Dimitri Vegas & Like Mike unterstützt. Das 2013 mit dem Titel Madness veröffentlichte Lied entpuppte sich als einer seiner größten Erfolge. Vocals steuerte der US-amerikanischen Rapper Lil Jon bei. Das Lied rückte bis auf Platz 35 der belgischen Single-Charts vor und erreichte bereits nach kurzer Zeit auf YouTube mehrere Millionen Aufrufe. Parallel erschien auch ein Remix des Liedes Mammoth von Dimitri Vegas & Like Mike gemeinsam mit Moguai, der zahlreiches positives Feedback erhielt. Noch im selben Jahr erschien eine Zusammenarbeit mit Steve Aoki. Das Lied trägt den Titel Can’t Stop The Swag und enthält eine ähnliche Zusammensetzung aus Hardstyle und House wie Madness.
Im Jahre 2014 produzierte Coone einen Remix für das Lied A Light that Never Comes der US-amerikanischen Rockband Linkin Park in Zusammenarbeit mit Steve Aoki. Der Stil lässt sich im Gegensatz zu seiner sonstigen Produktionen viel eher in den Bereich des Hard-Dance einordnen. Der Remix war zudem auf der Remix-EP zu finden. Nur kurze Zeit später veröffentlichte Coone die Hymne für das Hardstyle-Festival Defqon.1. Das Lied erschien mit dem Titel Survival Of The Fittest und wurde ebenfalls als etwas „seichter“ beschrieben. Am 27. Juni 2014 war Coone selbst auf dem Festival zu sehen. Mit Into the Madness legte Coone nach und erhielt auch hierfür wieder sehr positive Kritik, da auch in den Augen der Fans seine Lieder immer melodiöser werden, was den Liedern deutlich mehr Qualität verleiht.
Im Juni 2015 wurde Bauweraerts Vater eines Mädchens. Für sie hat er das gleichnamige Lied Faye mit David Spekter produziert.
Nachdem das niederländische DJ-Duo Bassjackers für einen erfolgreichen Remix zu Into the Madness sorgten, beschlossen sie gemeinsam ein Lied zu produzieren. Daraus resultierte das Lied Sound Barrier, das unter anderem Support von Yellow Claw und Laidback Luke sowie von Bassjackers selbst beim Tomorrowland 2015 erhielt. Am 5. Juni 2015 wurde bekanntgegeben, dass ebenfalls die niederländische DJ GLDY LX an dem Lied beteiligt war.
Am 29. Juli 2016 wurde das neue Album von Coone Less is More veröffentlicht, es war ab 14. Juli 2016 als signierte Version auf seiner Homepage vorbestellbar.
Am 22. Juli 2018 trat er als erster Hardstyle Act überhaupt auf der Mainstage des Tomorrowland-Festivals auf.

## Diskografie

### Alben
- Words from the Gang
- My Dirty Workz (2008)
- Dirty Workz Deluxe (2009)
- The Challenge (2011)
- Public Enemies (2011; als Coone & The Gang)
- Global Dedication (2013)
- Less Is More (2016)
- Trip to Tomorrow (2018)
- This is Coone (2018–2019)
- Loyalty Is Everything (CD: 2020, Digital: 2021)

### Singles
2002:
- Protect the Innocent

2003:
- And the Beat Goes On
- The Name of My DJ

2005:
- Getting Down
- Love
- Nord Station

2006:
- Cracked
- Life Is Complex
- Gonna Cum
- Violin de la nuit (mit DJ Furax)
- Infected (Reverze Anthem)
- Pitch Up (mit Ghost)

2007:
- Bounce on Ya Sneakerz / Keep It Whoat
- The Chosen One
- The Return (Remixes)
- Words from the Gang (feat. Mr. Ice)
- Electric Housecleaner (als Justin Tenzz)

2008:
- Doggystyle / Gonna Cum (Ronald-V Remix)
- We Don’t Care (mit Ruthless)
- Xpress Yourself / My Dirty Workz
- Feelings in My Head

2010:
- Throw Ya Handz / Twilight Zone
- A Million Miles / D.E.N.S. (mit Ruthless)
- The Undefeated
- Starf*ckers / Fearless
- Dirty Soundz (Ra-Ta-Ta) (vs. Psyko Punkz)

2011:
- Travelling (feat. Scope DJ)
- D.W.X (feat. Da Tweekaz)
- Monstah (feat. Nikkita)
- The Prime Target
- Audio Attack (feat. Zatox)

2012:
- Free Again (feat. Scope DJ)
- Chapter 20.12
- Music Is Art
- Dedication
- Chapter 20.12
- Nustyle Crap

2013:
- Headbanger
- Madness (mit Dimitri Vegas & Like Mike feat. Lil Jon)
- Colors of Life
- Zombie Killer (feat. Kritikal)
- Times Gettin’ Hard (feat. K19)
- Can’t Stop the Swag (mit Steve Aoki)

2014:
- Survival of the Fittest (Defqon.1 2014 Anthem)
- Into the Madness
- Aladdin on E

2015:
- Swoosh Fever (mit Hard Driver & E-life)
- Love for the Game

2016:
- Deception (Reverze 2016 Anthem)
- Sniper (mit Dirtcaps)
- Black Submarine
- Rise of the Celestials (Qlimax 2016 Anthem)
- Faye

2017:
- Young, Gifted & Proud (The Qontinent 2017 Anthem)
- Here I Come (feat. Wildstylez)

2018:
- Dedicated To The Core (Defqon.1 Australia Anthem 2018)
- Pump Up the Jam (feat. T.N.T. aka Technoboy and Tuneboy)
- Trash Moment (feat. Ummet Ozcan and Villain)
- Pump up the Jam (mit TNT, feat. Technotronic)
- Never Alone
- Evolution Is Here

2019:
- The Elite (mit Da Tweekaz & Hard Driver)
- Now or Never (mit David Spekter)
- Fight for Something (mit Brennan Heart, feat. Max P)
- Face Of A Champion (mit Sub Zero Project)

2020:
- Power Of Perception (Reverze Anthem 2020) (mit Da Tweekaz & Hard Driver)
- Arriba (mit Psyko Punkz & KELTEK)
- Fine Day (mit Brennan Heart)
- The Sound Of (mit Da Tweekaz, Hard Driver & Diandra Faye)